# Habib Bourguiba
Habib Bourguiba, in italiano anche Bourghiba o Burghiba (AFI: /burˈɡiba/; in arabo maghrebino الحبيب بورقيبة, il-Ḥabīb Būrgība; in arabo الحبيب أبو رقيبة‎?, al-Ḥabīb Abū Ruqayba; Monastir, 3 agosto 1903 – Monastir, 6 aprile 2000), è stato un politico tunisino.
Fu il leader della lotta per l'indipendenza e poi il fondatore della Tunisia moderna, e primo Presidente della Tunisia per 30 anni, dal 25 luglio 1957 al 7 novembre 1987, quando venne destituito per mano di Zine El-Abidine Ben Ali con un colpo di Stato.

## Biografia

### Gli inizi
Nato ufficialmente nel 1903 (ma secondo alcuni biografi la vera data sarebbe il 1901), Habib Bourguiba studiò al Collège Sadiki di Tunisi, dove ottenne il diploma arabo, prima di iscriversi al Lycée Carnot, dove si diplomò nel 1924.
Dopo essersi laureato in diritto ed aver conseguito la specializzazione in studi politici alla Sorbona nel 1927, sposò la francese Mathilde Lorrain (1892–1976), madre del suo unico figlio Habib Bourguiba Jr. (1927–2009). Da lei divorziò nel 1961 per sposare l'anno dopo Wassila Ben Ammar (che morì nel giugno 1999), da cui poi divorziò nel 1986.
Dopo il primo matrimonio rientrò a Tunisi, esercitando la professione forense insieme ad altre attività, in particolare il giornalismo nei giornali nazionalisti tunisini, e l'adesione al partito Destour (cioè "Costituzione"), di orientamento indipendentista.

### Il leader della lotta per l'indipendenza
Nel 1932 fu tra i fondatori del giornale L'Action Tunisienne, propugnatore di orientamenti laici. Questa posizione, anomala dentro il Dustur, condusse due anni dopo alla sua scissione in due partiti, uno islamizzante che mantenne il nome di Dustur, l'altro modernista, che si chiamò Neo-Dustur. L'ufficio politico del nuovo partito era costituito da Mahmoud Materi (presidente), Habib Bourguiba (segretario generale), Tahar Sfar, Bahri Guiga e Mahmoud Bourguiba.
Durante gli anni trenta la repressione coloniale si fece più violenta, e Habib Bourguiba fu confinato con altri militanti nel sud del paese. Nel 1936 il governo del Fronte Popolare in Francia consentì la liberazione dei leader indipendentisti. Ma il Fronte popolare durò poco, e nel 1938 Habib Bourguiba fu imprigionato in Francia per cospirazione contro la sicurezza dello Stato.
Nel 1940, liberato dalle SS naziste, il governo di Vichy lo consegnò all'Italia, su richiesta di Mussolini, che sperava di utilizzarlo per indebolire la resistenza francese nel Nordafrica, usandolo per "Radio Bari". Ma Bourguiba, una volta portato a Roma, si rifiutò di fare da garante ai regimi fascisti, e lanciò l'8 agosto 1942 un appello per sostenere le truppe alleate. Per questa posizione fu presto arrestato dai nazisti e fu rimesso in libertà solo nel maggio 1944.
Nel dopoguerra, dopo aver visitato molti Paesi per guadagnare sostenitori alla causa tunisina, Bourguiba rientrò in patria per continuare la lotta. Insieme a Salah Ben Youssef avviò negoziati con il governo francese, che però fallirono. Ciò provocò, nel gennaio 1952, l'inizio della resistenza armata ed un irrigidimento delle posizioni in entrambi i campi.
Questa difficile situazione fu appianata dalle riforme avviate da Pierre Mendès France poco più di un mese dopo la sua nomina a Primo Ministro. Egli infatti, il 31 luglio 1954, annunciò il riconoscimento unilaterale dell'autonomia interna della Tunisia (la cui condizione, va ricordato, non era di colonia, ma di protettorato, francese), e la formazione di un governo temporaneo con la partecipazione di 3 membri del Neo-Dustur.
Il trattato fu firmato il 3 giugno 1955 malgrado l'opposizione di Ben Youssef, per il quale questo accordo costituiva un passo indietro. In effetti, contrariamente a Bourguiba che sosteneva una strategia verso l'indipendenza da raggiungere pacificamente e per tappe, con l'aiuto della Francia e sotto la sua egida, Ben Youssef era un fautore del panarabismo, e puntava ad un'indipendenza totale e immediata. In qualche mese, vinse la linea di Bourguiba, evitando così al Paese il bagno di sangue che si poteva prevedere in seguito ad uno scontro frontale con la Francia, e che negli anni successivi avrebbe travolto l'Algeria.
Il 20 marzo 1956 la Francia concedeva alla Tunisia l'indipendenza totale (ad eccezione del porto strategico di Biserta, che fu poi lasciato nel 1963), e meno di un mese dopo veniva eletta un'assemblea nazionale costituente e Bourguiba ne diventava presidente.
Liquidata la monarchia, il 25 luglio 1957 veniva proclamata la repubblica (e già nella scelta di questa data era il segno del riconoscimento alla Francia del ruolo di partner privilegiato). Bourguiba, nominato presidente della nuova Repubblica, fu confermato con le elezioni dell'8 novembre 1957.

### Il fondatore della Tunisia moderna

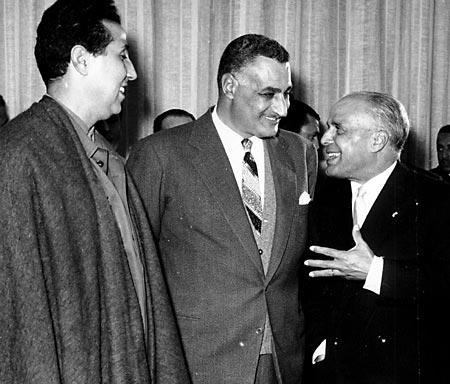
Ahmed Ben Bella, Gamāl ʿAbd al-Nāṣer e Bourguiba nel 1963.

Sotto la presidenza di Bourguiba fu avviato un vasto piano di riforme destinate a dare avvio alla sovranità nazionale e a modernizzare la società tunisina, attraverso la diffusione dell'insegnamento e la promulgazione del Code du statut personnel (Codice dello statuto personale), mentre l'opposizione interna veniva liquidata e lo stesso Ben Youssef veniva fatto assassinare in Germania.
Con il nuovo codice venne molto ridimensionato il potere dei capi religiosi, pur restando l'Islam la religione di Stato (il Presidente della Repubblica deve essere di religione musulmana). Le donne ebbero accesso ad uno status assolutamente inusitato per il mondo arabo (divieto della poligamia, sostituzione del divorzio al ripudio, legalizzazione dell'aborto e della pillola anti-concezionale), che, ad esempio nel caso dell'aborto, superava all'epoca perfino quello di cui godevano le donne francesi.
Il paese fu poi diviso in governatorati dotati di un'amministrazione moderna. Con la nomina di Mahmoud Messaadi a ministro dell'educazione fu impostata la struttura di una moderna scuola pubblica e gratuita, mettendo fine al doppio regime scolastico: scuola coranica e scuola di tipo occidentale. Anche nel settore giudiziario fu abolito il doppio regime e furono instaurate corti giudiziarie civili, ponendo fine all'influenza dei religiosi sulla magistratura.
Controcorrente, rispetto ai suoi vicini e omologhi arabi dei paesi che stavano uscendo dalla fase coloniale, Bourguiba diede la precedenza all'educazione e alla salute, piuttosto che all'armamento. Dopo una breve fase socialista panaraba, nella quale dette piena fiducia al ministro delle finanze Ahmed Ben Salah, fautore del socialismo desturiano, successivamente Bourguiba si affidò a un primo ministro liberale e filo-americano, Hédi Nouira (al-Hādī Nuwayra).
Anche in politica estera, Habib Bourguiba si distinse dai suoi omologhi, sostenendo, 20 anni prima di Anwar al-Sadat, la normalizzazione dei rapporti con Israele, e proponendo all'ONU la creazione di una federazione tra gli stati arabi della regione e lo stato ebraico.

### L'involuzione del regime

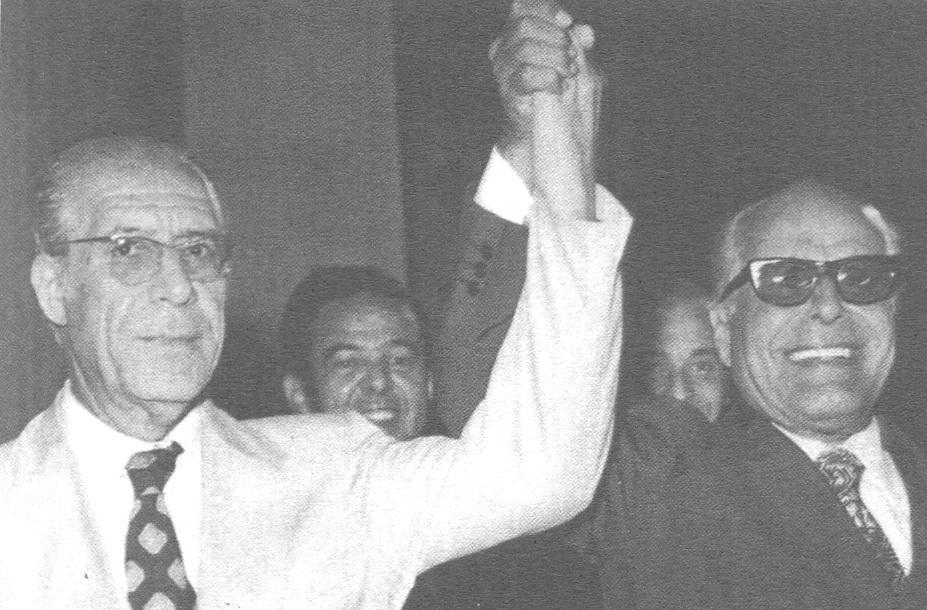
Hédi Nouira e Bourguiba nel 1974

La vecchiaia di Bourguiba e il decadere della sua salute coincisero, tuttavia, con l'arresto dello sviluppo del paese: acclamato Presidente a vita nel 1975 in base alla revisione dell'art. 39 della Costituzione tunisina, nel 1978 egli riallineò il paese alle posizioni anti-israeliane prevalenti nel mondo arabo, criticando gli accordi di Camp David, il che valse alla Tunisia la designazione a sede della Lega araba e in seguito, dell'Organizzazione per la Liberazione della Palestina (OLP) nel momento in cui questa fu costretta ad abbandonare il Libano in occasione dell'intervento militare israeliano del 1982. Crescevano intanto, nel paese, il clientelismo, la corruzione e la paralisi dello Stato. Le lotte per la sua successione e l'accentuarsi del carattere autoritario del regime indussero in Tunisia, a metà degli anni ottanta, una grave crisi politica.
Questa situazione favorì una forte crescita dell'islamismo radicale, che portò il paese sull'orlo della guerra civile dando luogo a crescenti sommosse, come del resto stava accadendo in tutto il Maghreb (sono questi, gli anni in cui inizia anche la guerra civile algerina).
Iniziato sotto il segno del liberalismo e della laicizzazione della società tunisina (Bourguiba è stato iniziato in Massoneria in una loggia del grande Oriente di Francia durante un suo soggiorno a Grenoble), il lungo regno di Bourguiba si concludeva nel decadimento mentale senile del capo dello Stato, in una grave crisi economica e nella lotta senza quartiere del generale Zine El-Abidine Ben Ali contro l'islamismo radicale crescente.
Nel 1987 il presidente Bourguiba fu deposto per senilità, con un colpo di Stato "medico" rimasto unico negli annali del mondo arabo, dal gen. Ben Ali (a cui i servizi segreti italiani del SISMI probabilmente donarono il proprio sostegno) che era stato nominato Primo Ministro. Questi, eletto presidente nel 1989, proseguì comunque la politica del suo predecessore, accreditandosi come suo figlio spirituale, in linea con il desiderio di Bourguiba, che avrebbe voluto governare anche dopo la propria morte.
Per evitare che gli oppositori del regime lo usassero ai propri fini, il vecchio presidente fu confinato nel suo "dorato" palazzo di Monastir, sua città natale, fatto oggetto di grande riguardo e con l'assistenza di una équipe medica.
Morì il 6 aprile 2000, all'età ufficiale di 96 anni (ma forse erano 99), e fu sepolto nel mausoleo di famiglia, dove già aveva fatto collocare i suoi genitori e la sua prima moglie Mathilde.